# Andreas Franz Wilhelm Schimper
Andreas Franz Wilhelm Schimper (Estrasburgo, 12 de maio de 1856 – Basileia, 9 de setembro de 1901) foi um botânico francês de origem alemã. Contribuiu nos campos da histologia vegetal e ecologia.

## Biografia
Schimper nasceu de uma eminente família do século XIX. Seu pai, o paleontólogo Guillaume Philippe Schimper (1808-1880) era diretor do Museu de História Natural de Estrasburgo, professor de geologia, e um líder  briologista. O primo de seu pai,  Wilhelm Schimper (1804-1878), foi um proeminente coletor e explorador na Arábia e norte da África. 
Andreas estudou na Universidade de Estrasburgo de 1874 até 1878, completando lá o seu doutoramento. Em seguida, trabalhou em Lyon, na França, de onde viajou  para a América do Norte permanecendo em Baltimore e Massachusetts.
Em 1886, assumiu o cargo de professor extraordinário em Bona, onde dedicou-se principalmente à pesquisa da histologia celular, dos cromatóforos e do metabolismo do amido. Interessou-se também pelo campo da fitogeografia e ecologia, empreendendo expedições para as  Índias Ocidentais e Venezuela entre 1882 e 1883, e para o Ceilão, Península da Malásia e Java entre 1889 e 1890, concentrando-se no estudo dos manguezais, epífitas e vegetação litorânea. O resultado foi a descrição das  Rhizophoraceae  no trabalho Naturl. Pflanzenfam  ( Engler & Prantl). Entretanto, ficou conhecido pela obra  Pflanzengeographie auf Physiologischer Grundlage,  publicado em Jena (1898), onde criou o termo floresta tropical.
Em 1898 aceitou participar de uma expedição a bordo do "Valdivia" sob a liderança do prof. Chun. A viagem durou 9 meses, durante os quais visitaram as Ilhas Canárias, Camarões, Cidade do Cabo (onde, em 1899, se juntou a Rudolf Marloth para expedições de coletas no sul do Cabo),  Kerguelen, Nova Amsterdão, Ilhas Cocos, Samatra, Maldivas, Ceilão, Seychelles e o Mar Vermelho.
Retornando em 1899, prestou exames para lecionar botânica na Universidade de Basileia.  Como sua saúde tinha sido seriamente afetada pela malária contraída nos Camarões e Dar es Salaam, morreu em 1901, sem escrever o relatório da viagem. 
A  pedido do prof. Chun, Marloth escreveu o relatório da viagem de Schimper, descrevendo  a flora da região do Cabo num trabalho sob o título Wissenschaftliche Ergebnisse der deutschen Tiefsee-Expedition auf dem Dampfer Valdivia 1898-1899. Schimper contribuiu com dois capítulos em  "Gebiet der Hartlaubgehölze"  e "Der Knysnawald". Foi também o autor de Pflanzengeographie (1898).
Schimper foi o pioneiro no domínio da ecologia vegetal, colocando em destaque a estabilidade da distribuição dos vegetais. Foi homenageado com seu nome na nomenclatura de numerosos espécimes botânicos.